# Victor Fatio
Victor Fatio de Beaumont (Ginevra, 28 novembre 1838 – Ginevra, 19 marzo 1906) è stato uno zoologo svizzero.

## Alcune opere
- Faune des vertébrés de la Suisse, H. Georg, Genève, Bâle, 1869 (cinque volumi).
- Rapports sur le traitement des vignes de Pregny (république et canton de Genève), Ramboz et Schuchardt, Genève, 1876.
- Instructions sommaires à l'usage des Commissions centrales d'étude et de vigilance du phylloxéra des départements de la Savoie et de la Haute-Savoie. Chambéry, Ménard, 1877.
- État de la question phylloxérique en Europe en 1877: Rapport sur le congrès phylloxérique international réuni à Lausanne du 6 au 18 août 1877, Ramboz et Schuchardt, Genève, 1878.
- De l'Emploi de l'anhydride sulfureux à la désinfection des véhicules contaminés par le phylloxéra: premières expériences faites à Genève les 28 et 29 février 1880,C. Blot, Paris,  1880.
- La Guerre aux parasites en champ clos par l'acide sulfureux, Fribourg,  1881.
- Désinfections par l'anhydride sulfureux, appareils siphonoïdes avec transvaseur spécial, description des appareils et du maniement, H. Georg, Genève,  1882.
- De la Désinfection par l'acide sulfureux, C. Schuchardt, Genève,  1883.
- Rapport du président de la Société de physique et d'histoire naturelle de Genève pour l'année 1887, C. Schuchardt, Genève, 1888.
- Catalogue des oiseaux de la Suisse, Genève, 1889-1907, in collaborazione con Theophile Rudolf Studer (1845-1922).